# اسکیپی (فیلم)
اسکیپی (انگلیسی: Skippy) یک فیلم کمدی-درام به کارگردانی نورمن تاروگ است که در سال ۱۹۳۱ منتشر شد.
جکی کوپر، هنگام ایفای نقش در این فیلم، ۹ ساله بود و به همین دلیل، جوان‌ترین نامزد دریافت جایزه اسکار بهترین بازیگر مرد محسوب می‌شود.
نورمن تاروگ بابت کارگردانی این فیلم، برندهٔ جایزه اسکار بهترین کارگردانی در سال ۳۱–۱۹۳۰ گردید.

## بازیگران
- جکی کوپر در نقش «اسکیپی»
- رابرت کوگان در نقش «سوکی»
- میتزی گرین
- گای الیور
- جکی سرل
- دانلد هینز
- ایند بنت
- ویلارد رابرتسن
- داگلاس هیگ